# Rue Saint-Magloire (Paris)
Pour les articles homonymes, voir Magloire.
La rue Saint-Magloire est une ancienne rue de Paris, disparue en 1859 lors du prolongement de la rue de la Grande-Truanderie jusqu'au boulevard Sébastopol.

## Origine du nom
La nom de la rue était lié à l'Abbaye Saint-Magloire dont elle longeait la partie ouest de l'église (nef et partie du transept). Cette église vendue comme bien national avec l'ensemble du convent avait été détruite en 1797 par son acquéreur.
Il en restait un vestige, visible jusqu'à la suppression de la rue, du mur du collatéral sud de de l'ancienne nef divisé intérieurement vers 1800 en appartements ou divers petits locaux.

## Situation
La rue reliait la rue Saint-Denis à la rue Salle-au-Comte.
Elle était à l'arrière des actuels immeubles des numéros impairs de la rue de la Grande-Truanderie approximativement du milieu de la façade de l'immeuble du no 90 rue Saint-Denis à celui du no 55 boulevard Sébastopol et n'était donc pas dans l'axe de la rue de la Grande-Truanderie, celle-ci se terminant rue Saint-Denis avant son prolongement  de 1859.

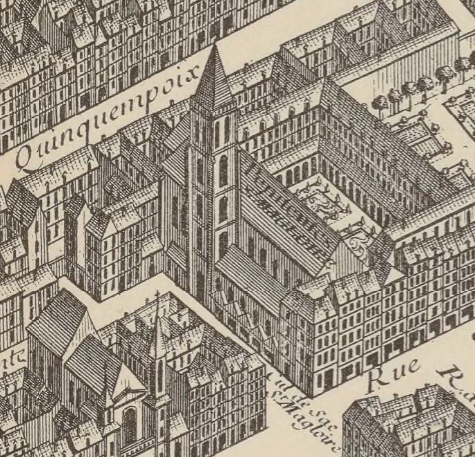
Cul de sac Saint-Magloire sur plan de Turgot de 1737
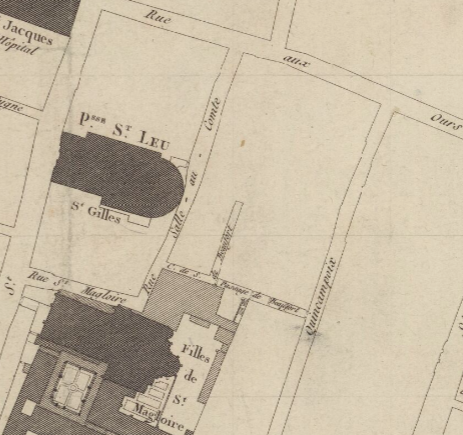
Rue Salle-au-Comte, rue Saint-Magloire en 1790 sur plan de Verniquet
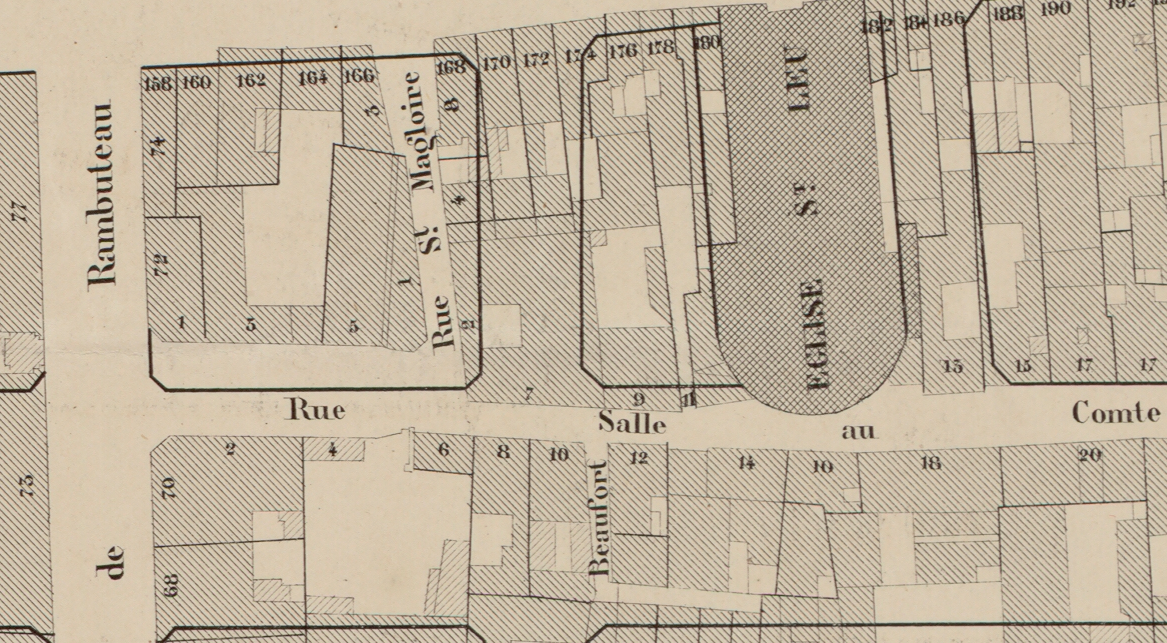
Situation de la rue sur le projet de percement du boulevard Sébastopol

## Historique
La rue existait en 1426 sous le nom de « rue Saint-Leu » en raison de la proximité de l'église Saint-Leu-Saint-Gilles puis sous celui  de « rue neuve Saint-Magloire » en 1535. Elle figure sur le plan de Turgot de 1837 sous le nom de « Cul-de-Sac Saint-Magloire ».
Les acquéreurs des bâtiments de l'ancienne abbaye Saint-Magloire vendus comme biens nationaux en 1796 ouvrent vers 1807 une impasse Saint-Magloire prolongée en 1843 jusqu'à la rue Rambuteau.
La rue est supprimée en 1859 lors du prolongement de la rue de la Grande-Truanderie.
Les immeubles qui la bordaient ont été détruits à cette époque et remplacés par qui longent la rue de la Grande-Truanderie construits dans les années 1860 côté sud (numéros 1 à 5), ceux du presbytère de l'église Saint-Leu-Saint-Gilles côté nord.